# Massacro della scuola di Jokela
Il massacro della scuola di Jokela è stato un massacro scolastico avvenuto nella tarda mattinata del 7 novembre 2007 nel centro scolastico Jokelan koulukeskus presso Tuusula in Finlandia, e provocata da Pekka-Eric Auvinen, uno studente della stessa scuola. Nella sparatoria sono rimaste uccise nove persone: un ragazzo di 16, due di 17 e due di 18 anni, e una donna di 25 anni, tutti studenti del liceo, un'infermiera scolastica di 43 anni, la rettrice della scuola Helena Kalmi di 61 anni, e l'attentatore stesso. Quest'ultimo è morto nella sera dello stesso giorno nel dipartimento di cura intensiva dell'ospedale di Töölö, a causa delle ferite riportate nel tentativo di suicidarsi. Dodici persone lievemente ferite, una a causa di ferite di arma da fuoco e le altre undici per ferite causate da schegge di vetro, furono inoltre ricoverate negli ospedali di Hyvinkää e Töölö e al centro sanitario di Järvenpää.

## Avvenimenti
Nel 2007 il centro scolastico di Jokela era un complesso unificato comprendente una scuola media e un liceo, con un numero complessivo di circa 500 studenti e 50 componenti del personale. Mercoledì 7 novembre 2007 alle 11:40 locali circa, Pekka-Eric Auvinen iniziò a sparare utilizzando una pistola calibro 22 modello SIG Sauer Mosquito all'interno del complesso scolastico di Jokela, di cui egli stesso era studente. Nei 20 minuti successivi uccise complessivamente nove studenti e il rappresentante del personale. Mentre gli studenti e il personale della scuola scappavano attraverso le finestre, altre undici persone rimasero ferite nel caos della situazione.
Il centro telefonico per le emergenze ricevette l'allarme alle 11:43 e la polizia alle 11:45; le prime unità arrivarono alla scuola alle 11:55. Complessivamente venne dispiegata una forza di sicurezza di 100 persone. Alle 12:04 la polizia riuscì a identificare Auvinen, che tentò di colpirli senza successo e fuggì dalla loro vista. Alle 12:08 la polizià iniziò l'evacuazione di emergenza della scuola. Nei primi venti minuti circa 150 studenti vennero evacuati. Alle 13:54 la polizia trovò l'attentatore in uno dei bagni della scuola con accanto l'arma del delitto. Nel frattempo si era sparato alla testa ed era incosciente, sebbene ancora vivo. L'omicida venne trasportato all'ospedale di Töölö, dove perse la vita alle 22:15.
Secondo le investigazioni del centro finlandese di polizia criminale, Auvinen sparò complessivamente 76 proiettili di cui nove all'esterno della scuola, e aveva portato con sé complessivamente 500 proiettili. Auvinen aveva due caricatori a scivolo da dieci proiettili ciascuno, per cui durante la sparatoria dovette cambiare caricatore almeno sei volte e riempirli di cartucce diverse volte. L'omicida aveva con sé anche della benzina, con la quale probabilmente aveva intenzione di bruciare la scuola stessa.

## Reazioni
La Presidente della Repubblica finlandese Tarja Halonen presentò le condoglianze ai familiari e amici delle vittime del massacro. Il parlamento finlandese si raccolse in un minuto di silenzio durante la riunione del giorno dopo. Su approvazione del governo, l'8 novembre 2007 vennero apposte le bandiere a mezz'asta e nelle chiese vennero organizzati in tutta la nazione raccoglimenti di preghiera e di commemorazione per le vittime. Nello stesso giorno del delitto, durante una conferenza stampa del governo, il primo ministro Matti Vanhanen evidenziò le responsabilità della scuola, dei parenti e soprattutto dei media nella trattazione del massacro. Il ministero della pubblica istruzione pubblicò immediatamente sul suo sito internet istruzioni sul comportamento da tenere nella trattazione del massacro e alcuni consigli per i genitori degli studenti della scuola su come comportarsi con i figli nel parlare del massacro stesso. Anche i re di Svezia e Norvegia e i presidenti di Estonia, Islanda e dell'Unione europea presentarono le proprie condoglianze alle vittime del massacro.
Dal momento che Auvinen aveva inserito nel suo profilo su YouTube il nome del gruppo Sturmgeist insieme ad altre 17 band, la band heavy metal norvegese Sturmgeist venne immediatamente contattata dai media. Il portavoce della band pubblicò sulle pagine internet del gruppo stesso un comunicato in cui i componenti dalla band presentavano le proprie condoglianze per l'avvenimento. Nello stesso comunicato il portavoce sottolineava come la band e la loro musica non avessero niente a che fare con l'omicida.

## Pekka-Eric Auvinen
Pekka-Eric Auvinen (4 giugno 1989 - 7 novembre 2007) era uno studente di 18 anni della scuola di Jokela. Incensurato, non erano mai stati rilevati suoi comportamenti pericolosi. Secondo un'intervista della polizia, Auvinen era stato per anni sottoposto a vessazioni a scuola. Episodi di bullismo erano stati solo a livello verbale ed erano legati al modo di vestirsi di Auvinen e ai suoi gusti in generale. Secondo la polizia Auvinen aveva utilizzato irregolarmente psicofarmaci, sebbene al momento del massacro non vennero rilevate tracce di medicinali, né di droghe o alcool. Auvinen viveva insieme ai genitori e al fratello minore nel quartiere di Jokela a Tuusula. Il padre era musicista e la madre aveva preso parte alle attività politiche del comune.

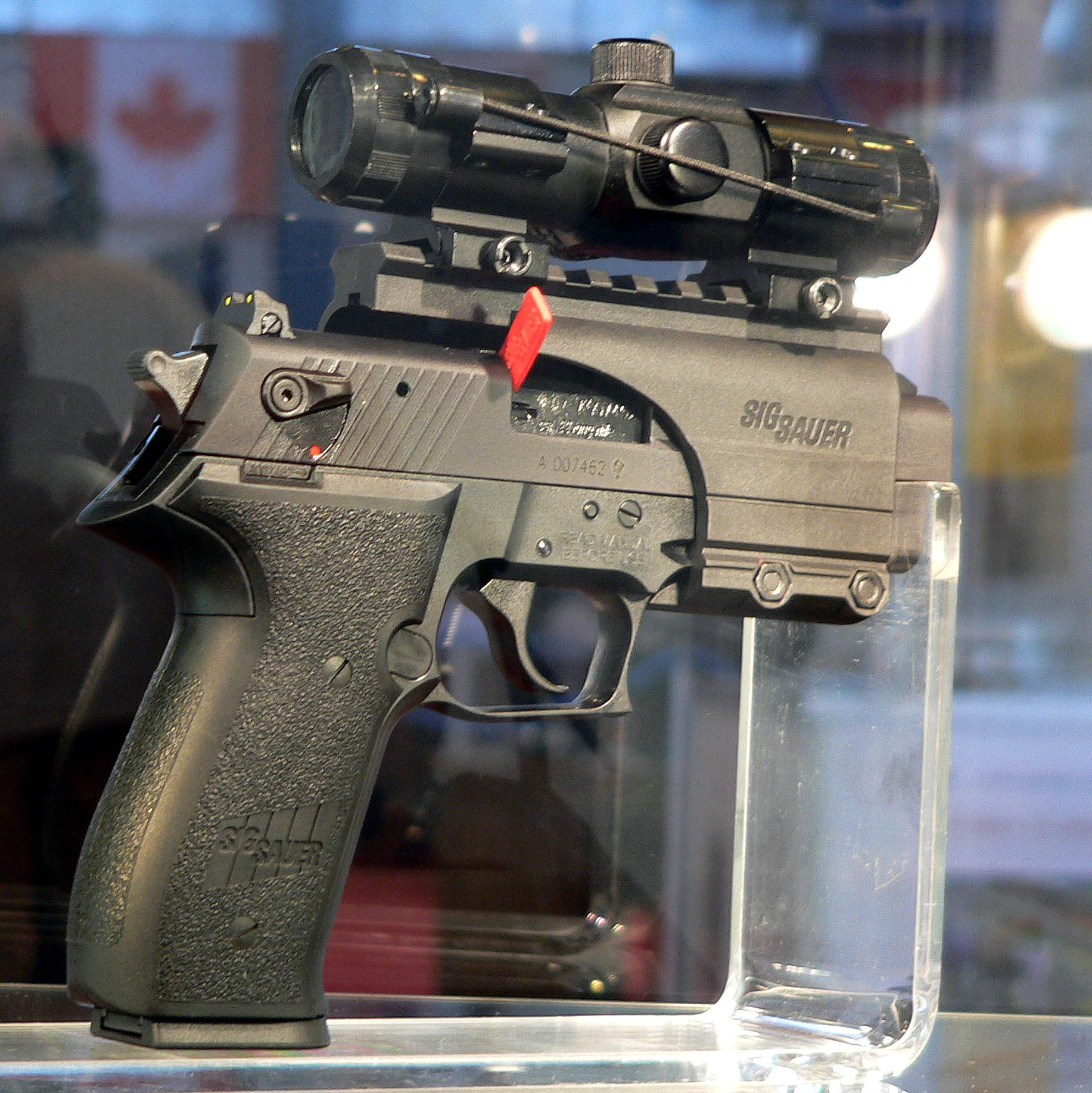
Una pistola SIG Sauer Mosquito accessoriata.

### Il piano omicida
Secondo la polizia, Auvinen aveva iniziato a progettare il piano omicida sin dal marzo del 2007. Quando seriamente egli abbia successivamente programmato il massacro risulta impossibile da determinare. Sempre secondo gli investigatori, non si possono identificare le ragioni per cui l'omicida avesse programmato il massacro, né è possibile risalire al momento in cui l'obiettivo del massacro fosse diventato la scuola. Auvinen aveva dato all'operazione il nome di "Operation Mainstrike", e aveva utilizzato tale nome anche durante la pianificazione del massacro.
Le indagini della polizia non hanno portato a nessuna conclusione per quanto riguarda la possibilità che qualche altra persona potesse essere a conoscenza dei piani del massacro. Auvinen aveva dato notizia delle sue intenzioni su internet dieci minuti prima del massacro stesso.

### Detenzione della pistola
Auvinen aveva fatto richiesta di diventare socio del poligono di tiro privato Helsinki Shooting Club (HSC) di Helsinki, a cui era possibile associarsi dopo un corso di circa un'ora, comprendente informazioni sulla sicurezza e prove di tiro. Egli aveva successivamente mostrato alla polizia del Keski-Uusimaa il certificato di adesione al poligono HSC come giustificazione per richiedere il permesso di detenzione di arma da fuoco. La polizia non concesse comunque il permesso per una pistola 9 millimetri come richiesto, ma per una pistola più piccola per principianti, una calibro 22 modello SIG Sauer Mosquito. La concessione del permesso, secondo la polizia del Keski-Uusimaa, non può essere messa in discussione, dal momento che Auvinen non aveva nessun precedente giudiziario o altri divieti di detenzione di armi da fuoco, e pertanto la polizia non aveva nessun potere discrezionale per negare il permesso.

### Il materiale su internet
Auvinen, diversi mesi prima della strage, aveva spedito su YouTube, con il nome utente di Sturmgeist89, diversi video,. In particolare nel gruppo "TheAmazingAtheist", gestito dal blogger ateo T.J. Kirk su YouTube, tra gli 11 utenti che caricarono un video inneggiante agli autori del massacro della Columbine High School, c'era anche quello di Naturalselector89, che gli investigatori scoprirono appartenere anch'esso a Auvinen. Altri video caricati su altri gruppi mostravano lo stesso Auvinen sparare nel bosco a una mela, in cui presenta la propria arma, e altri video su farmaci antidepressivi, che possono essere collegati anch'essi con il Columbine e con il Virginia Tech. Prima del massacro Auvinen spedì l'ultimo video, chiamato "Jokela High School Massacre – 11/7/2007". Come sottofondo al video si può ascoltare la canzone Stray Bullet del gruppo KMFDM. Tutti i video inseriti da Auvinen sono stati rimossi da YouTube intorno alle quattro del pomeriggio del giorno del massacro.

#### Pacchetto di file
Auvinen lasciò una serie di 21 file nel servizio internet di file sharing Rapidshare. Essi includono foto dell'attentatore, della scuola e dell'arma utilizzata, un file musicale e tre documenti di testo, sia in inglese che in finlandese. Uno dei documenti testuali descrive il piano del massacro. Il testo più lungo è chiamato Luonnollisen valitsijan manifesti (letteralmente "Manifesto del selettore naturale"), in cui Auvinen descrive i suoi pensieri e le ragioni che lo hanno portato alla sparatoria di Jokela. Auvinen parla anche di darwinismo sociale, della condizione attuale della società e della propria guerra personale contro l'umanità. Auvinen ha esplicitamente scritto che le proprie idee non sono collegabili a libri, film, musiche, videogiochi, o ai propri genitori. Ha anche sottolineato di aver pianificato tutto da solo e di non averne mai parlato con nessuno.

### Ideologia
Auvinen ha elencato sulla propria pagina internet i nomi di diversi pensatori critici della società, tra i quali Platone (La Repubblica), Friedrich Nietzsche e Pentti Linkola, opere di letteratura, tra le quali Fahrenheit 451 di Ray Bradbury, 1984 di George Orwell e Il mondo nuovo di Aldous Huxley. Secondo Juha Sihvola e Henrik Rydenfelt le tracce di questi libri sono presenti nel manifesto scritto dall'omicida. Tra le altre cose Auvinen divide gli esseri umani in tre gruppi, così come fa Platone, ed evidenzia i diritti di un'élite, unica capace di pensiero indipendente. Nel manifesto ci sono riferimenti anche all'idea nietzschiana di superuomo. Inoltre sulla sua pagina utente di YouTube col nickname Sturmgeist89 si descrive in modo contraddittorio come un cinico esistenzialista, misantropo e antiumanista ma allo stesso tempo umanista, antisociale, darwinista socialista, realistico ed un ateo "divino".

## Segnali di allarme
Secondo il giornale telematico Wired Magazine, l'utente registrato come TheAmazingAtheist su YouTube aveva evidenziato la presenza del materiale di Auvinen già nel giugno del 2007. In un proprio video, TheAmazingAtheist aveva esplicitamente chiesto alla polizia di indagare su Auvinen e su altri utenti che avevano inserito su YouTube diversi video, nei quali venivano idealizzati il massacro di Columbine e l'attentato di Oklahoma City. TheAmazingAtheist non ha comunque mai contattato direttamente la polizia.

## Avvenimenti simili in Finlandia
Le sparatorie nelle scuole sono molto rare in Finlandia e in generale in tutti i Paesi nordici. Il precedente avvenimento in terra finlandese risale al 1989 in una scuola media di Rauma, in cui uno studente uccise due compagni. Successivamente, alcuni accoltellamenti sono avvenuti in alcune scuole finlandesi, a Tampere nell'ottobre del 2007, a Pori nel gennaio 2003, a Hollola gennaio 2001 e a Eurajoki nell'aprile 1999. Tutti questi casi, eccetto l'ultimo, sono attribuibili a episodi di bullismo. Solamente in un caso non ci sono state vittime.

## Conseguenze

### Conseguenze nella legislazione
Il governo finlandese ha deciso il 9 novembre 2007 di accogliere le modifiche della direttiva UE sulle armi da fuoco, in modo da vietare il possesso di armi da fuoco a minorenni eccetto nei poligoni di tiro con la supervisione di un adulto. In precedenza in Finlandia era possibile concedere permessi di detenzione di armi da fuoco a maggiori di 15 anni previo consenso dei genitori, e il governo si era opposto all'impegno di altre nazioni UE per la modifica della direttiva.

### Imitatori
La scuola di Kirkonkylä a Maaninka è comparsa successivamente al massacro di Jokela in un video chiamato Maaninka Massacre. Anche altre scuole, a Kirkkonummi, Vantaa, Jyväskylä, Paimio, Jämsänkoski, e Tuusula hanno subito le stesse minacce, in presenza o meno di video. In alcuni casi la polizia è riuscita a risalire agli autori, in altri casi le minacce si sono rivelate un falso.